# Nedra Johnson
Pour les articles homonymes, voir Johnson.
Nedra Johnson (née le 27 juillet 1966) est une auteure compositrice et interprète, afro-américaine et féministe, de rhythm and blues et de jazz, multi-instrumentiste. Elle se produit à l'échelle internationale, en jazz, blues, et durant des marches des fiertés et des  festivals de musique de femmes en tant qu'artiste solo, joueuse de tuba, et  chanteuse.

## Biographie
Johnson est née à New York en 1966. Ll'interprète de jazz Howard Johnson est son père.

## Carrière
Johnson se produit à l'étranger dans des villes telles que Paris, Nîmes, Berlin, Vienne, Copenhague, Munich, Leverkusen, Los Angeles, New York, la Nouvelle-Orléans, Los Angeles, Seattle, Portland, San Francisco, Oakland, Cleveland, Madison, Chicago et la Nouvelle-Calédonie. Elle joue avec son père Howard Johnson et son groupe, Gravity.
De nombreuses années durant elle joue en tant que bassiste professionnelle et continue en solo avec des performances acoustiques dans un style R&B.
Johnson, qui est lesbienne, est une artiste de la Women's music,,Sur son premier album, Testify, elle enregistre le poème emblématique de la poétesse lesbienne féministe afro américaine Pat Parker Where will you be?. En 2005, Johnson publie sa propre version de Amazon women rize en hommage à Maxine Feldman, lesbienne autrice-compositrice, Maxine Feldman une des personnalités fondatrices de la Women's music.

## Prix
Elle reçoit un prix OUTMUSIC en 2006

## Discographie

### Albums

#### Studio albums
- Testify (1998)[7]
- Nedra (2005)

## Performances notoires
- Michigan Womyn's Music Festival, Wahalla, MI: 2014[8], 2005, 2003, 2001, 1999, 1998, 1996, 1992
- Queer Is Folk Festival, Chicago, IL: 2005[9]
- National Queer Arts Festival, San Francisco, CA: 2003, 2002
- Femme Funk Festival, Nouméa, New Caledonia: 2002, 1999[10]
- National Women's Music Festival, Muncie, IN: 1998, 1996